# カリソルブ
カリソルブ(Carisolv) はスウェーデンのメディチーム社より発売されている化学-機械的う蝕除去システムの事。薬剤によりう蝕を化学的に溶解し、手用器具にて除去を行う。日本では1999年薬事承認申請、2007年1月に承認され、2007年11月12日デニックスインターナショナルより発売が開始された。日本では保険適用外の治療。

## 概要
まず、ジェルタイプの薬剤をう蝕に塗布し、約30秒後、専用の手動器具によりう蝕を除去する。薬剤の主成分は次亜塩素酸ナトリウムと3種のアミノ酸（L-グルタミン酸、L-ロイシン、L-リジン）である。専用の手動器具はNo.1〜No.5の5本あり、それぞれ 両サイドに違う種類の形状を持った器具が
ついているため形は10種類になる。
1987年にスウェーデンのルンド大学で開発され、1998年より臨床応用された。

## 長所
1. 治療時の痛みが少なく無麻酔下での治療が可能
2. 1.に関連して、そのため小児や高齢者、麻酔禁忌の患者に有効である
3. タービンを使用しないため、歯科恐怖症の患者に有効である
4. う蝕のみを選択的に除去でき、歯質の過剰な削除をおさえられる

## 課題
過去に考案されたGK101などと比較すると格段に扱いやすく薬剤の使用量も減ったが、まだまだ溶解力に限界があり、う蝕除去にタービンの数倍時間がかかる。

## 適応症
C2のう蝕が適応。ただし、薬剤を塗布しにくい隣接面のう蝕は適応外